# سيدني فرانك
سيدني فرانك (بالإنجليزية: Sidney Frank)‏ هو رائد أعمال أمريكي، ولد في 2 أكتوبر 1919 في مونتفيل في الولايات المتحدة، وتوفي في 10 يناير 2006 في نيويورك في الولايات المتحدة.